# HLA-B47
HLA-B47 هو نمط مصلي من مستضد الكريات البيضاء البشرية-ب.